# Sydstævnekredsen
Sydstævnekredsen er kreds nr. 7 af 13 under Dansk Sejlunion. Den består af følgende klubber, der ligger på Sydsjælland, Lolland, Falster samt øer i nærheden:
- Agersø Bådelaug
- Bandholm Sejlklub
- Bisserup Sejlklub
- Bogø Sejlklub
- Fakse Ladeplads Sejlklub
- Sejl- og Motorbådsklubben Grønsund
- Guldborgland Bådelaug
- Gåbense Bådelaug
- Korsør Sejlklub
- Korsør Windsurfing
- Kragenæs Sejlklub
- Musholmbugtens Bådeklub
- Sejlklubben Møn
- Nakskov Sejlklub
- Nysted Sejlklub
- Næstved Sejlklub
- Onsevig Sejlklub
- Præstø Sejlklub
- Reersø Bådklub
- Sejlklubben Rødvig-Stevns
- Sakskøbing Bådelaug
- Skælskør Amatør Sejlklub
- Sejlklubben Snekken
- Sorø Sejlforening
- Toreby Sejlklub
- Sejlklubben Ulvsund Kalvehave
- Sejlforeningen Vikingen

I Sydstævnekredsen arbejdes der sammen på tværs af klubberne, blandt andet ved hvert år at arrangere en SommerCamp  og fælles vintertræning .

## Eksterne links
Sydstævnekredsens side for Jolle og Ungdom Arkiveret 30. september 2020 hos  Wayback Machine